# آرثر هيوز (رسام)
آرثر هيوز (بالإنجليزية: Arthur Hughes)‏ (و. 1832 – 1915 م) هو رسام، ورسام توضيحي بريطاني، ولد في لندن، توفي عن عمر يناهز 83 عاماً.

## الخدمة العسكرية
خدم في الجيش البريطاني.

## روابط خارجية
- آرثر هيوز على موقع ميوزك برينز (الإنجليزية)